# Vuge
 Ovo je glavno značenje pojma Vuge. Za druga značenja pogledajte Vuge (razdvojba).
Vuge (lat. Oriolidae) su ptice pjevice iz reda vrapčarki, koje obitavaju u šumama Europe, Azije i Afrike.
Nisu srodnice američkih vuga, čvorkaša (Icteridae).

## Opis
Vuge su vrlo rasprostranjena vrsta srednje velikih ptica pjevica. Kljun im je relativno snažan i šiljast, a noge i nožni prsti prilično jaki. Uočljiv je njihov spolni dimorfizam: perje mužjaka je vrlo šaroliko i kontrastno obojeno, u većine vrsta svjetložuto s karakterističnim crnim perjem na glavi, krilima i repu. Mužjaci pojedinih azijskih vrsta su crne boje s kontrastnim crvenim ili srebrnobjelkastim perjem. Ženke su u pravilu slične boje kao i mužjaci. Perje koje im pokriva gornji dio tijela je najčešće zelenkaste, a donji dio svjetlije zelenkaste boje i ono općenito nije toliko kontrastno ni upadljivo obojeno kao u mužjaka.  
Vuge se, poput brojnih drugih vrsta ptica, pretežito hrane kukcima, posebice gusjenicama leptira. Pojedine se vrste hrane još i voćem i biljnim nektarom. Svoja viseća gnijezda svijaju visoko u krošnjama drveća između rašlja grana. Ženka u gnijezdo snese najčešće 2-3, kod nekih je vrsta zabilježeno čak i šest, jaja bijele ili žućkastosmeđe boje s tamnim pjegicama. 
Većina vrsta ovih ptica nastanjuje tropske šume: 6 vrsta područja Afrike, 16 jugoistočne Azije i 4 Australiju. Samo dvije vrste nastanjuju paleoarktičku zonu: u području zapadnoga umjerenoga pojasa živi euroazijska zlatna vuga (Oriolus oriolus), a na Dalekom istoku Oriolus chinensis. ↓1

## Taksonomija
Filogeneza porodice vuga:
- Oriolus albiloris
- Oriolus auratus
- Oriolus bouroensis
- Oriolus brachyrhynchus
- Oriolus chinensis
- Oriolus chlorocephalus
- Oriolus crassirostris
- Oriolus cruentus
- Oriolus flavocinctus
- Oriolus forsteni
- Oriolus hosii
- Oriolus isabellae
- Oriolus kundoo
- Oriolus larvatus
- Oriolus melanotis
- Oriolus mellianus
- Oriolus monacha
- Oriolus nigripennis
- Oriolus oriolus
- Oriolus percivali
- Oriolus phaeochromus
- Oriolus sagittattus
- Oriolus steerii
- Oriolus szalayi
- Oriolus tenuirostris
- Oriolus traillii
- Oriolus xanthonotus
- Oriolus xanthornus

## Bilješka
1. ↑1 U. N. Glutz von Blotzheim & K. M. Bauer (ur.): Handbuch der Vögel Mitteleuropas, sv. 13/2 (Passeriformes, 4. dio: Sittidae - Laniidae), str. 1069.

## Vanjske poveznice
- The Internet Bird Collection: Orioles (Oriolidae)  Arhivirana inačica izvorne stranice od 16. ožujka 2016. (Wayback Machine) (engl.)
- WILEY ONLINE LIBRARY: Phylogeny and biogeography of Oriolidae (Aves: Passeriformes) (engl.)
- Diamond, Jared M.: »Mimicry of friarbirds by orioles«, u: The AUK, sv. 99, br. 2, str. 187-196, travanj 1982.  Arhivirana inačica izvorne stranice od 16. ožujka 2012. (Wayback Machine) (engl.)
- The IUCN Red List of Threatened Species: Oriolidae (Vuge) (engl.)

### Drugi projekti
|  | Zajednički poslužitelj ima stranicu o temi Oriolidae    |
|  | Zajednički poslužitelj ima još gradiva o temi Oriolidae |
|  | Wikivrste imaju podatke o taksonu Oriolidae             |